# Случ (приток на Горин)
Случ (на украински: Случ; на руски: Случь) е река, протичаща по територията на Хмелницка, Житомирска и Ровненска област в Украйна, десен приток на Горин (десен приток на Припят, от басейна на Днепър). Дължина 451 km. Площ на водосборния басейн – 13 800 km².
Река Случ води началото си от Подолското възвишение, на 1 km югозападно от село Червони Случ в Хмелницка област, на 322 m н.в. В горното и средно течение протича по Подолското възвишение, а в долното – през историко-географската област Полесие. В горното течение долината ѝ е широка от 0,2 до 0,8 km, в долното – до 5 km, а ширината на коритото от 5 – 50 до 110 m. Влива се отдясно в река Горин (десен приток на Припят, от басейна на Днепър) на 1,5 km южно от село Велюн в Ровненска област, на 139 m н.в. Река Случ приема множество предимно малки притоци: леви – Белка, Осира, Деревичка, Хомора, Смолка, Церем, Корчик, Стави, Сереговка, Язвинка; десни – Мшанецка Руда, Таранка, Вербка, Тюкеловка, Каменка, Жабричка, Нивна, Дороган, Немилянка, Рудня, Могильовка, Валя, Видринка, Комарница, Болшая Речка, Бобер, Тустал. Има предимно снежно подхранване, с ясно изразено пълноводие през март и април. Среден годишен отток на 42 km от устието – 45 m²/s. Замръзва през декември, а се размразява през март.
По бреговете и долината на Случ са разположени множество населени места:
- Хмелницка област – град Староконстантинов;
- Житомирска област – град Новоград Волински, сгт Любар, Миропол, Першотравенск, Барановка (районен център) и Городница;
- Ровненска област – градове Белезно и Сарни, сгт Сосновое.